# Alpenliga 1996/97
Die Saison 1996/97 war die fünfte reguläre Austragung des länderübergreifenden Eishockeywettbewerbes der Alpenliga. Sie wurde mit insgesamt elf Profi-Mannschaften aus Österreich, Italien und Slowenien ausgetragen wurde. Titelverteidiger war die VEU Feldkirch, die im Vorjahr den Titel zum ersten Mal errungen hatte und ihn auch in dieser Saison verteidigen konnte.

## Teilnehmerfeld und Modus
Nachdem im Vorjahr achtzehn Mannschaften an der Meisterschaft teilgenommen hatten, schrumpfte das Teilnehmerfeld für die aktuelle Saison auf elf Teams zusammen. Unverändert blieb lediglich das Teilnehmerfeld aus Slowenien. Bei den österreichischen Teams war der EHC Lustenau nach der letzten Saison freiwillig in die Nationalliga abgestiegen und nahm daher auch nicht mehr an der Alpenliga teil. Neu hinzugekommen waren dafür der EC Graz und der EC Kapfenberg. Das Feld der italienischen Mannschaften hatte sich jedoch stark dezimiert. Waren es im Vorjahr noch neun Clubs gewesen, so traten in diesem Jahr nur noch zwei zur Alpenliga an. Als Hauptgrund hier für waren die relativ schlechten Platzierungen zu nennen, die einige der kleineren Mannschaften erreicht hatten. Aber auch finanzielle Gründe spielten bei einigen eine Rolle, die mit dem vor allem von der VEU Feldkirch angeführten Wettrüsten nicht konkurrieren konnten.
Im Grunddurchgang wurde zunächst eine doppelte Hin- und Rückrunde gespielt, was für jede Mannschaft vierzig Spiele bedeutete. Danach wurden die Finalteilnehmer in zwei Turnieren ermittelt. Die beiden Gruppenersten traten schließlich im Finale gegeneinander an und trafen dort zweimal aufeinander. Die Zahl der Siege bzw. bei Gleichstand das Torverhältnis bestimmten den Meister, der schließlich erneut VEU Feldkirch hieß.

## Grunddurchgang

### Tabelle
| Platz | Team                  | Sp | S  | U | N  | Tore    | Diff. | Pkt |
| ----- | --------------------- | -- | -- | - | -- | ------- | ----- | --- |
| 1     | VEU Feldkirch         | 40 | 31 | 3 | 6  | 177:095 | +82   | 65  |
| 2     | EC VSV                | 40 | 25 | 5 | 10 | 194:125 | +69   | 55  |
| 3     | HK Olimpija Ljubljana | 40 | 21 | 6 | 13 | 200:157 | +43   | 48  |
| 4     | EC KAC                | 40 | 21 | 6 | 13 | 162:126 | +36   | 48  |
| 5     | HC Bozen              | 40 | 19 | 5 | 16 | 171:155 | +16   | 43  |
| 6     | EC Kapfenberg         | 40 | 16 | 9 | 15 | 134:124 | +10   | 41  |
| 7     | HC Milano 24          | 40 | 18 | 4 | 18 | 190:174 | +16   | 40  |
| 8     | HK Jesenice           | 40 | 15 | 4 | 21 | 131:163 | −32   | 34  |
| 9     | CE Wien               | 40 | 15 | 2 | 23 | 135-148 | −13   | 32  |
| 10    | HK Bled               | 40 | 11 | 5 | 24 | 118:194 | −76   | 27  |
| 11    | EC Graz               | 40 | 2  | 3 | 35 | 124:275 | −151  | 7   |

## Playoffs

### Gruppenphase
Gruppe A
| Platz | Team                  | Sp | S | U | N | Tore  | Diff. | Pkt |
| ----- | --------------------- | -- | - | - | - | ----- | ----- | --- |
| 1     | HK Olimpija Ljubljana | 3  | 2 | 0 | 1 | 14:11 | +3    | 4   |
| 2     | EC VSV                | 3  | 1 | 1 | 1 | 18:11 | +7    | 3   |
| 3     | HK Jesenice           | 3  | 1 | 1 | 1 | 07:17 | −10   | 3   |
| 4     | HC Milano 24          | 3  | 1 | 0 | 2 | 10:10 | ±0    | 2   |

Gruppe B
| Platz | Team          | Sp | S | U | N | Tore  | Diff. | Pkt |
| ----- | ------------- | -- | - | - | - | ----- | ----- | --- |
| 1     | VEU Feldkirch | 3  | 3 | 0 | 0 | 19:08 | +11   | 6   |
| 2     | EC KAC        | 3  | 2 | 0 | 1 | 11:05 | +6    | 4   |
| 3     | HC Bozen      | 3  | 0 | 1 | 2 | 13:16 | −3    | 1   |
| 4     | HK Bled       | 3  | 0 | 1 | 2 | 13:27 | −14   | 1   |

### Finale
|  | HK Olimpija Ljubljana | 4:4 (2:2, 1:2, 1:0) | VEU Feldkirch |  |

|  | VEU Feldkirch | 6:1 (1:0, 2:0, 3:1) | HK Olimpija Ljubljana |  |

Nach dem Unentschieden im ersten Spiel sicherte sich die VEU Feldkirch mit dem Sieg in der zweiten Begegnung den zweiten Alpenliga-Meistertitel in Folge.

## Kader des Alpenliga-Meisters
| Alpenliga-Meister VEU Feldkirch | Torhüter: André Dietzsch, Reinhard Divis, Markus Seidl Verteidiger: Greg Brown, Konrad Dorn, Karl Heinzle, Michael Lampert, Dominic Lavoie, Robert Robinson, Tom Searle, Wolfgang Strauss Angreifer: Raimund Divis, Fritz Ganster, Daniel Gauthier, Christoph Gesson, Bengt-Åke Gustafsson, Normand Krumpschmid, Rick Nasheim, Gerhard Puschnik, Thomas Rundqvist, Bernd Schmidle, Thomas Sticha, Simon Wheeldon Trainer: Ralph Krueger |